# Leistung (Recht)
Der Rechtsbegriff Leistung wird im Bürgerlichen Gesetzbuch (BGB) mit verschiedenen Bedeutungsinhalten verwendet. Die Rechtswissenschaft unterscheidet zwischen der Leistung im Sinne eines Schuldverhältnisses und im Sinne des Bereicherungsrechts. Das Umsatzsteuerrecht verwendet einen eigenständigen Leistungsbegriff.

## Im schuldrechtlichen Sinne
Im Schuldrecht (§§ 241 ff. BGB) bezeichnet Leistung ein Tun, Dulden oder Unterlassen zur Erfüllung einer Verbindlichkeit. Schuldverhältnisse können den Schuldner zu einer Leistung verpflichten (§ 241 Abs. 1 BGB); das Recht des Gläubigers, diese Leistung zu verlangen, wird als Anspruch bezeichnet (§ 194 Abs. 1 BGB).
Der Inhalt der Leistung bestimmt sich nach dem jeweiligen Vertragstyp. So muss der Verkäufer bei einem Kaufvertrag die Kaufsache übereignen und übergeben, der Käufer den Kaufpreis zahlen (§ 433 BGB). Wird die geschuldete Leistung bewirkt, so tritt Erfüllung ein: die Verpflichtung zur Leistung und der darauf gerichtete Anspruch des Gläubigers erlöschen. Im Falle der Unmöglichkeit der Leistung ist der auf sie gerichtete Anspruch ausgeschlossen (§ 275 Abs. 1 BGB).
In einem gegenseitigen Vertragsverhältnis wird nur die „vertragstypische“ Leistung als Leistung bezeichnet, das dafür versprochene Entgelt – häufig, aber nicht notwendig eine Geldzahlung – als Gegenleistung. Trotzdem ist auch die Gegenleistung eine Leistung im Sinne der gesetzlichen Vorschriften, die etwa erfüllt und ausnahmsweise auch unmöglich werden kann.

## Im bereicherungsrechtlichen Sinne
Im Bereicherungsrecht (§§ 812 ff. BGB) bezeichnet Leistung die bewusste und zweckgerichtete Mehrung fremden Vermögens. Erfolgt eine Leistung ohne Anspruch oder sonstigen Rechtsgrund, kann dies einen Anspruch auf Herausgabe (Rückgabe) der dadurch herbeigeführten Bereicherung des Leistungsempfängers (sogenannte Leistungskondiktion) auslösen. Ob eine Leistung ein Rechtsgeschäft, eine rechtsgeschäftsähnliche Handlung oder nur eine Tathandlung (sogenannter Realakt) ist, ist umstritten. Die herrschende Meinung nimmt an, dass eine Leistung eine Willenserklärung des Leistenden in Form einer Leistungszweckbestimmung enthält. Vertreten wird teilweise auch, dass zusätzlich eine Erklärung des Empfängers notwendig ist. Eine weitere Ansicht verzichtet ganz auf rechtsgeschäftliches Handeln.

## Im umsatzsteuerrechtlichen Sinne
Der Begriff der Leistung fasst umsatzsteuerrechtlich die Lieferung von Gegenständen und die sonstigen Leistungen zusammen. Der umsatzsteuerliche Leistungsbegriff erfasst tatsächliche Vorgänge, ohne dass diesen ein wirksamer zivilrechtlicher Vertrag zugrunde liegen muss. Zivilrechtliche Verträge erleichtern jedoch zumeist die steuerliche Einordnung der Leistung. Eine umsatzsteuerliche Leistung kann auch aus gesetzlichem oder behördlichem Zwang entstehen.
Ein Gegenstand wird umsatzsteuerlich geliefert, wenn einem anderen die Verfügungsmacht an diesem Gegenstand verschafft wird. Die Verschaffung der Verfügungsmacht setzt keinen zivilrechtlichen Eigentumsübergang voraus. Es kommt vielmehr darauf an, ob der Empfänger tatsächlich wie ein Eigentümer über den Gegenstand verfügen kann. Die Hingabe von Geld ist im Normalfall keine Leistung, sondern lediglich Entgeltzahlung. 
Eine sonstige Leistung kann in jedem Tun, Dulden oder Unterlassen bestehen. Entscheidend ist, dass jemandem ein bestimmter Vorteil zugewendet werden soll. Die Übertragung von Rechten ist keine Lieferung, sondern sonstige Leistung. 